# 佩济
佩济（法語：Pézy，法語發音：[pezi]）是法国厄尔-卢瓦省的一个旧市镇，属于沙特尔区。2016年，佩济与市镇特维尔合并为新的特维尔。

## 地理
佩济（48°19'8"N, 1°34'29"E）面积6.19 平方千米，位于法国中央-卢瓦尔河谷大区厄尔-卢瓦省，该省份为法国北部内陆省份，北起顺时针与厄尔省、伊夫林省、埃松省、卢瓦雷省、卢瓦-谢尔省、萨尔特省和奧恩省接壤。
与佩济接壤的市镇（或旧市镇、城区）包括：特维尔、圣尼古拉新城。

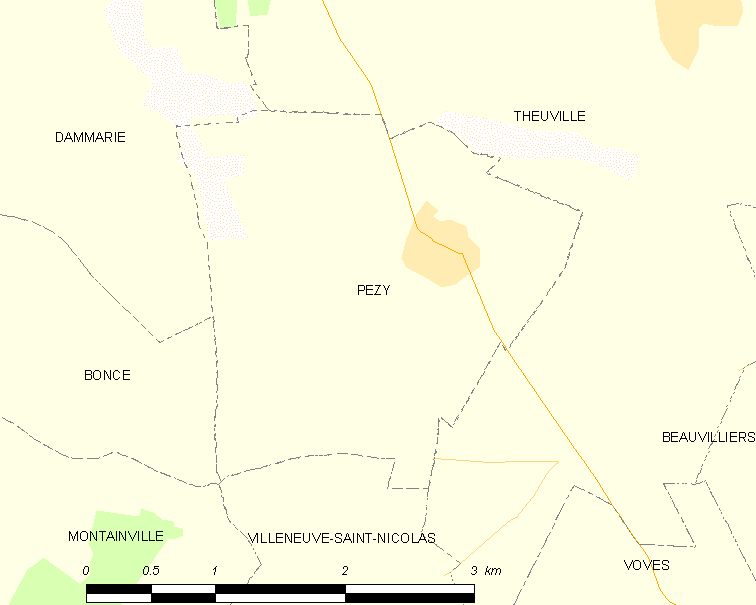
佩济的OSM定位图

佩济的时区为UTC+01:00、UTC+02:00（夏令时）。

## 行政
佩济的邮政编码为28150，INSEE市镇编码为28297。

## 政治
佩济所属的省级选区为莱维拉日沃韦安县。

## 人口

1962-2008年间佩济人口变化图示

佩济于2013时的人口数量为244人。